# Альперов, Дмитрий Сергеевич
Дми́трий Серге́евич Альпе́ров (25 октября 1895 — 16 октября 1948) — русский советский артист цирка, клоун.

## Биография
Сын московского клоуна Сергея Сергеевича Альперова (1859—1923).
Начал свою творческую деятельность как акробат-эксцентрик. После, с 1914, стал работать партнёром в клоунадах своего отца С. Альперова. Позже по причине разладов во взаимоотношениях с отцом начал выступать самостоятельно как клоун-сатирик. Принимал участие в постановке пантомим «Махновщина» по сценарию Масса (1929) и «Москва быстро горит» Маяковского (1930) в Московском цирке на Цветном бульваре. Автор книги «На арене старого цирка» (1936).
Умер в 1948 году. Похоронен на Ваганьковском кладбище (4 уч.).

## Награды
- Медаль «За трудовое отличие» (19 ноября 1939) — за выдающиеся заслуги в деле развития советского искусства, в связи с двадцатилетием советского цирка[2].